# Битва за Киев (2022)
Битва за Киев — боевые действия России на киевском направлении с целью захвата столицы Украины, города Киева, длившиеся с 25 февраля по 2 апреля 2022 года в ходе вторжения российских войск на Украину с территории Беларуси.
По плану, быстрое проникновение бронетанковых подразделений и отрядов специального назначения глубоко на территорию Украины должно было блокировать крупные украинские группировки. Одной из целей было создать убедительную угрозу для Киева, чтобы военные и гражданские власти покинули столицу. Киев, где расположены власти Украины, был главной целью. Попытка захвата Киева завершилась поражением и отступлением российских войск под предлогом изменившихся приоритетов в боевых действиях. В то же время украинскими властями её завершение расценивается как временный отказ от попыток блокирования и захвата Киева.

## Подготовка к обороне

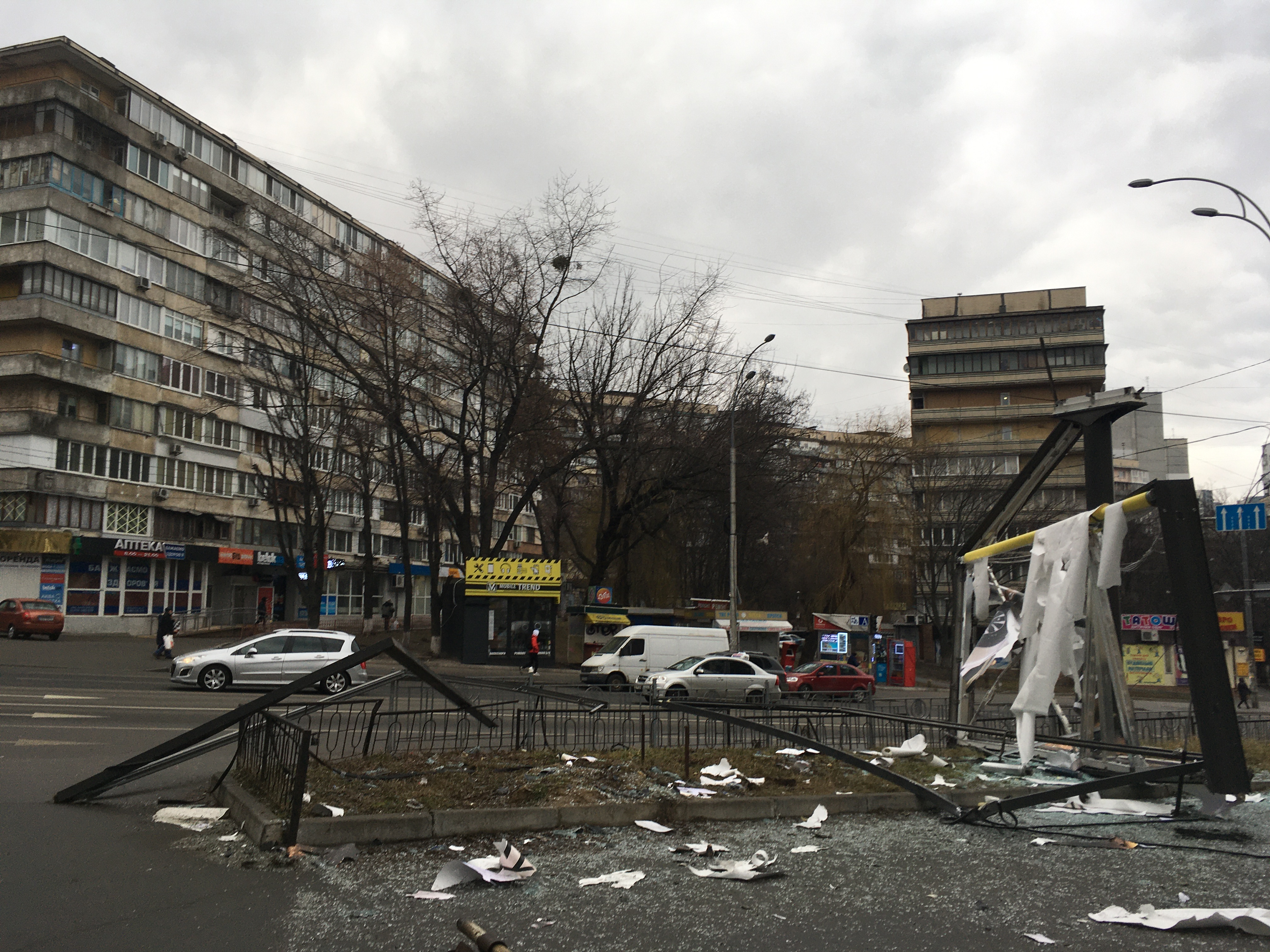
Место ракетного удара 24 февраля (Голосеевский район)

Вторжение России на Украину началось 24 февраля 2022 года в 5 утра по киевскому времени. Вскоре были произведены ракетные удары по Киеву, по военным объектам вокруг Киева. Столица начала подготовку к обороне. Часть населения постаралась покинуть город. Многие мужчины, которые остались в городе, начали записываться в ряды территориальной обороны и получать оружие. Утром того же дня российские войска вошли с севера в Киевскую область и вскоре взяли под контроль Чернобыльскую атомную электростанцию.
С 24 февраля на всей территории Украины (включая столицу) был введён комендантский час с 22:00 до 07:00. Во время комендантского часа в Киеве не работал общественный транспорт, станции метрополитена были круглосуточно открыты для горожан как укрытия-бомбоубежища.
После массированного авианалёта российские войска высадили десант в грузовом аэропорту «Антонов» (также известном как Гостомель) в 25 километрах от Киева.

## План России
Российские военные планировали войти в Киев в первые же сутки полномасштабного вторжения, по данным Королевского объединённого института оборонных исследований, российские войска намеревались полностью захватить и блокировать Киев в течение 72 часов. Планировалось, что первоначальные подразделения будут контролировать основные маршруты в город, а затем воздушно-десантные войска будут переброшены на аэродром Гостомель и направлены на охрану ключевых зон в городе. В пределах каждого городского сектора эти силы должны были обеспечить оцепление для контроля передвижения населения. Затем обычные российские войска должны были перейти к блокированию и изоляции города, контролю над сельской местностью и предотвращению проникновения украинских войск. Вслед за этими войсками должны были продвигаться российские силы специального назначения и войска, предназначенные для проведения репрессивных операций, включая чеченскую Росгвардию.

## Ход событий

### 25 февраля
Ранним утром 25 февраля ракетные удары продолжились. Пострадал жилой дом в Дарнице, однако министерство обороны РФ отрицало нанесение каких-либо ракетных ударов по Киеву. Российская армия продолжила подтягиваться к городу со стороны Сумской области и со стороны Беларуси.
Утром 25 февраля трое российских диверсантов, одетых как украинские солдаты, вошли в Оболонский район, в 10 км к северу от здания Верховной Рады, в котором заседает парламент Украины. В течение дня в нескольких районах города была слышна стрельба. Украинские официальные лица назвали перестрелку следствием столкновений с российскими войсками.

### 26 февраля

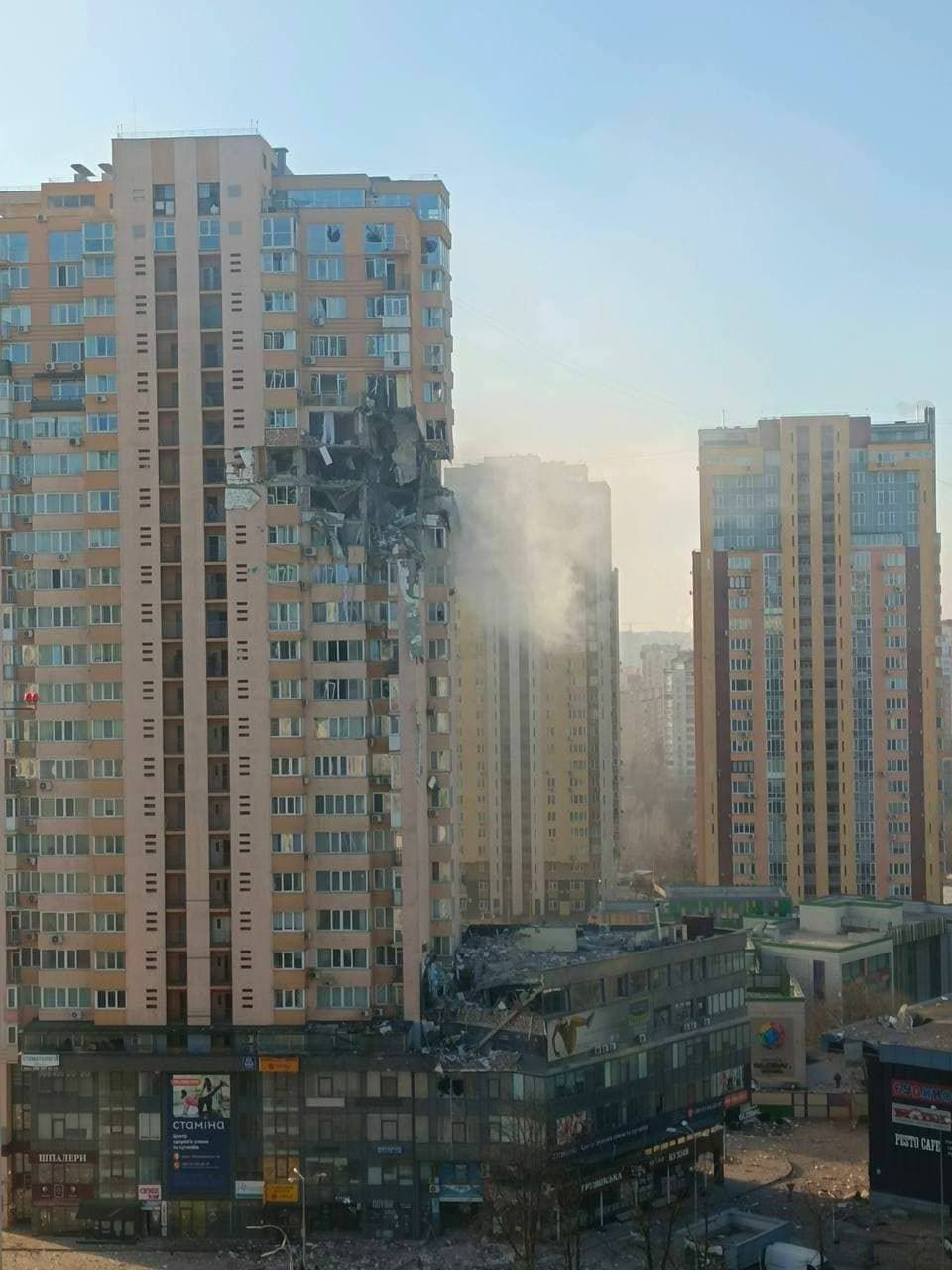
По данным украинской стороны, в дом № 6А на проспекте Валерия Лобановского в Киеве попала российская ракета, представители России заявляют, что в дом попала отказавшая ракета украинской системы ПВО

Велись бои за аэродром Васильков юго-западнее Киева. Генеральный штаб ВСУ заявил, что в этом районе украинский истребитель Су-27 сбил российский транспортный самолёт Ил-76 МД с десантом на борту, при этом от Министерства обороны России никаких комментариев не поступало. По данным украинских властей, один российский танк уничтожен на проспекте Победы, бои шли в Гостомеле северо-западнее Киева.
По данным британской газеты The Times, в январе на Украину прибыли от 2 до 4 тысяч бойцов ЧВК «Вагнер», 400 из которых направились в Киев с заданием ликвидировать президента Владимира Зеленского и ещё 23 человек, в том числе премьер-министра и других членов кабмина, мэра столицы Виталия Кличко и его брата Владимира. Украинские власти узнали об этом утром 26 февраля, после чего в Киеве объявили жёсткий комендантский час. Он продолжался с 17:00 26 февраля до 08:00 28 февраля.
ВСУ для предотвращения продвижения российских войск подорвали Козаровицкую дамбу. В результате были затоплены более 2800 гектаров земель, а также жилые дома в селах Козаровичи и Демидов.
В некоторых районах Киева были слышны выстрелы, велись уличные перестрелки. Для недопущения прорыва российских войск с западного направления был подорван автомобильный мост через Ирпень.
Минобороны России не комментировало действия своих войск под Киевом.

### 27—28 февраля
По данным украинского депутата Алексея Дорошенко, вечером 28 февраля в Бровары (на востоке от Киева) зашла российская техника. Таким образом, российские войска, судя по всему, стремились к тому, чтобы постепенно окружить Киев («взять в клещи»).
Пресс-секретарь Белого дома Джен Псаки заявила, что российские военные «хотят взять Киев, и они продолжают добиваться прогресса».

### Замедление наступления
1 марта Министерство обороны России нанесло удары по киевской телебашне. Пострадали расположенные поблизости Мемориальный центр Холокоста «Бабий Яр» и спортивная база.
Особенно ожесточённые столкновения происходили в населённых пунктах Буча, Гостомель, Ворзель, Ирпень в 7-10 км от жилых районов Киева. По данным британской разведки, российское наступление на Киев увязло и за первые дни марта из-за логистических сложностей практически не продвинулось.
6 марта при попытке наступления на село Мощун морская пехота РФ потеряла по меньшей мере 21 военнослужащего, большая часть — из 155-й бригады морской пехоты.
К 11 марта, несмотря на серьёзные потери в личном составе и технике, российские войска продолжали осаду и бомбардировку украинской столицы и не оставляли планов по её захвату. По данным Пентагона, российские войска стояли в 15 км от центра Киева, наступая с северо-запада и с востока; в частности российская техника была замечена в Берестянке и Озёрах.

### Отступление вооружённых сил РФ
«Би-би-си» отмечало, что попытка окружить Киев провалилась. По данным агентства, российские войска были отброшены от украинской столицы и находились в процессе окружения. 29 марта, после очередного раунда переговоров между Россией и Украиной, замминистра обороны РФ Александр Фомин заявил о решении «в разы сократить военную активность на киевском и черниговском направлении». Министр обороны РФ Сергей Шойгу выступил с заявлением, из которого следовало, что Россия может прекратить боевые действия в направлении Киева и других городов и сосредоточиться на Донбассе. 30 марта Минобороны РФ заявило, что «выполнило все свои задачи на киевском и черниговском направлении и теперь проводит там плановую перегруппировку сил». Власти Украины, США и ряда европейских стран восприняли эти заявления скептически. Однако через несколько дней данные подтвердились: 1 апреля начался отход российских войск, 2 апреля Минобороны Украины официально объявило о полном отступлении войск РФ из всей Киевской области и возвращении этой территории под свой контроль. Войска РФ отступили под предлогом изменившихся приоритетов в боевых действиях.

## Обстрелы
Утром 15 марта взрывная волна повредила Лукьяновский народный дом, где расположена Киевская малая опера.
В городе был объявлен комендантский час с 20:00 15 марта до 7:00 17 марта — по словам главы военной администрации Николая Жирнова, в целях безопасности, в том числе для уничтожения ДРГ противника. Согласно Жирнову, по состоянию на 16 марта в Киеве задержаны 105 подозреваемых в диверсионных действиях.
16 марта утром, по данным ГСЧС Украины, в результате российских обстрелов были повреждены 12-этажный и 9-этажный дома в Шевченковском районе.

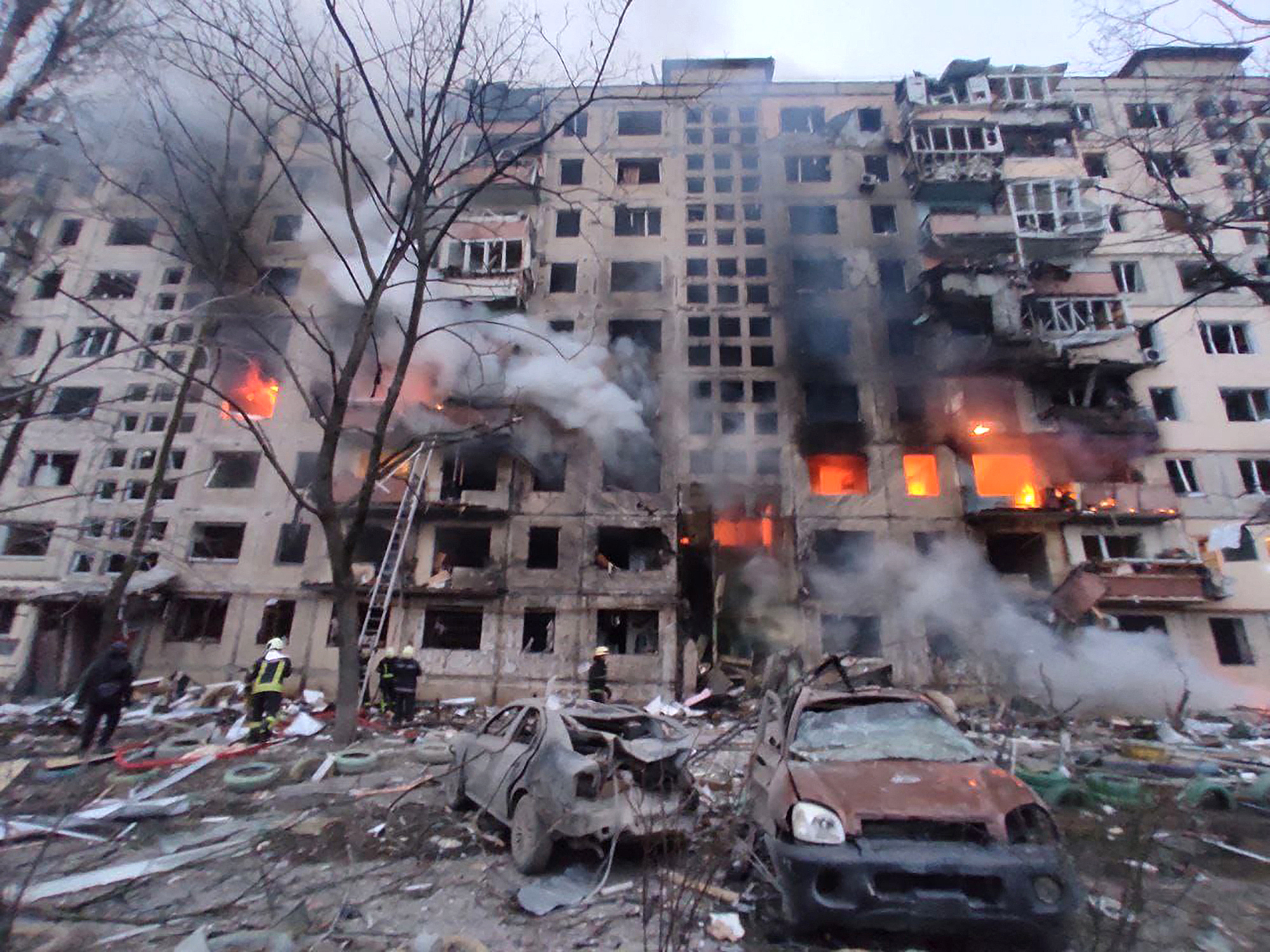
Дом на улице Богатырской 14 марта
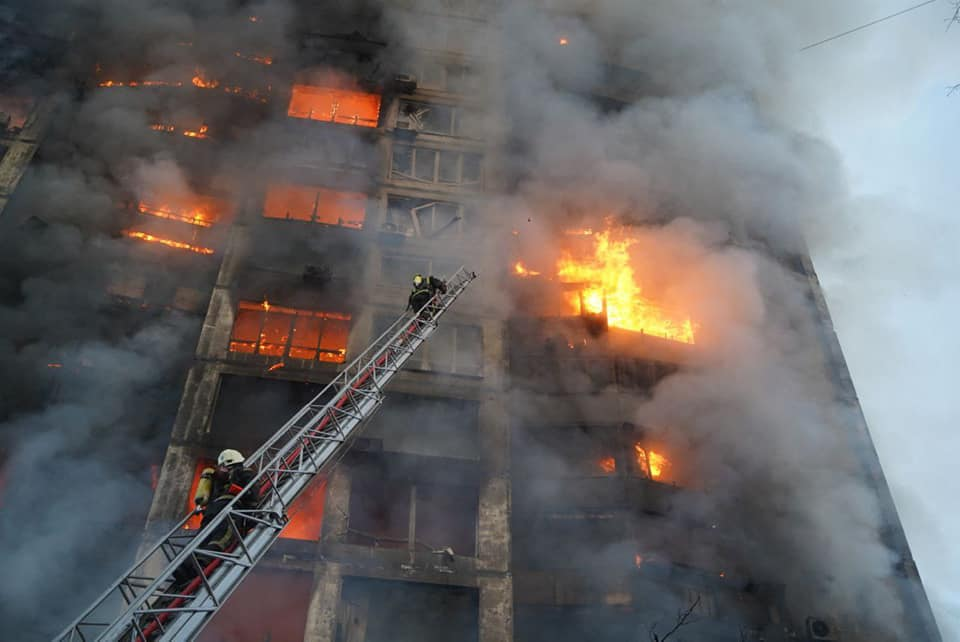
16-этажный дом в Святошинском районе 15 марта
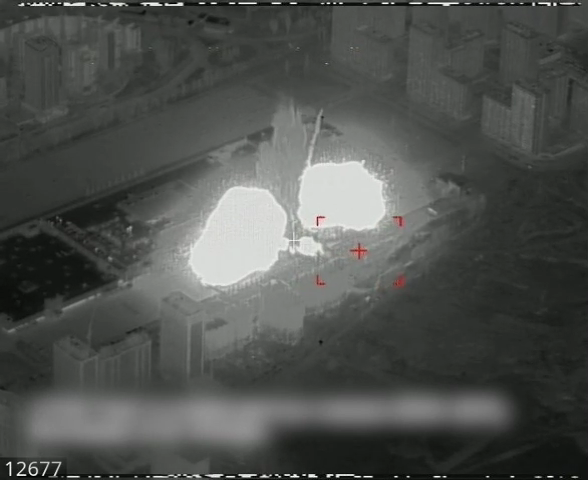
Удар по торговому центру Retroville (кадр из видео Минобороны РФ)
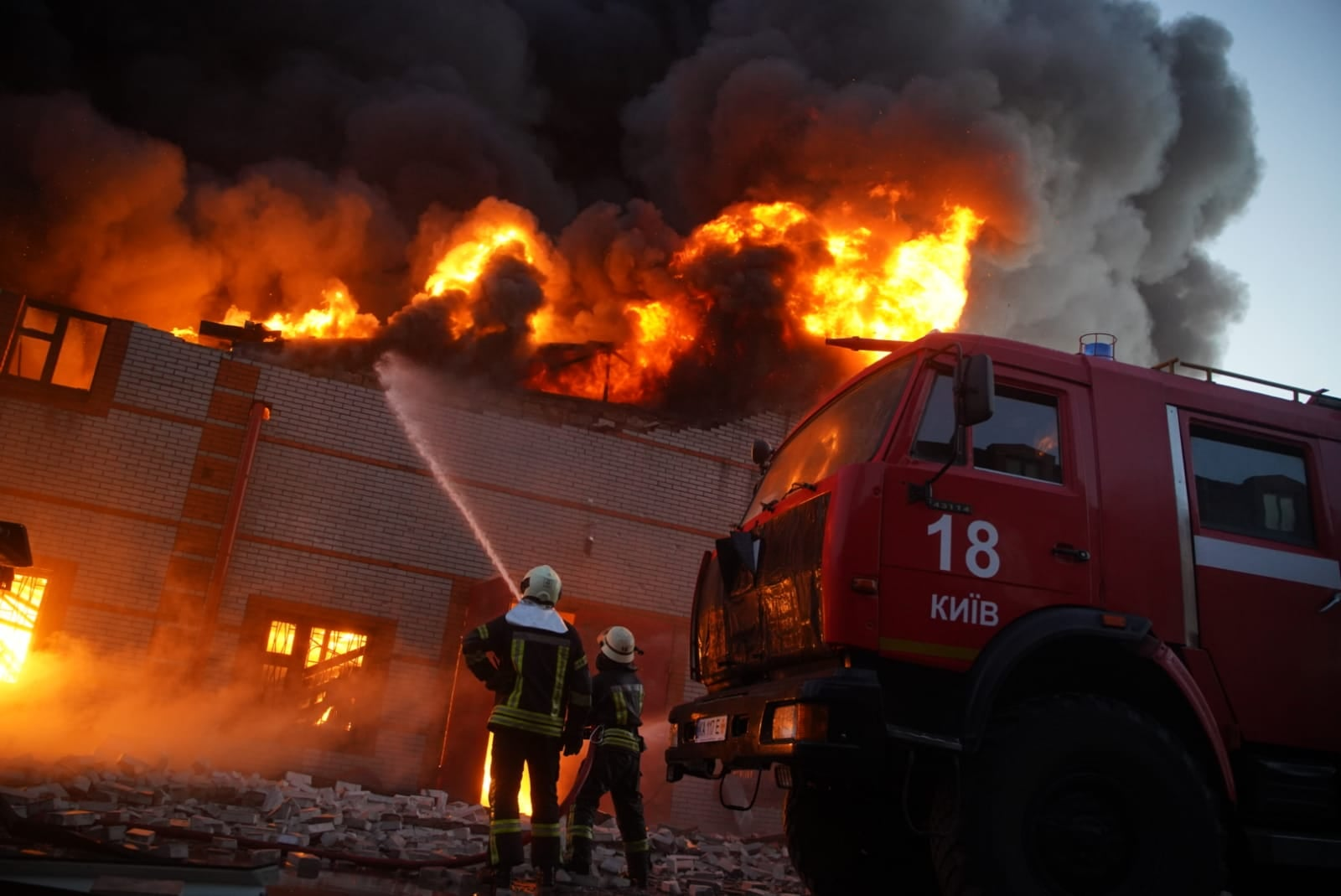
Пожар на складе в Святошинском районе 17 марта
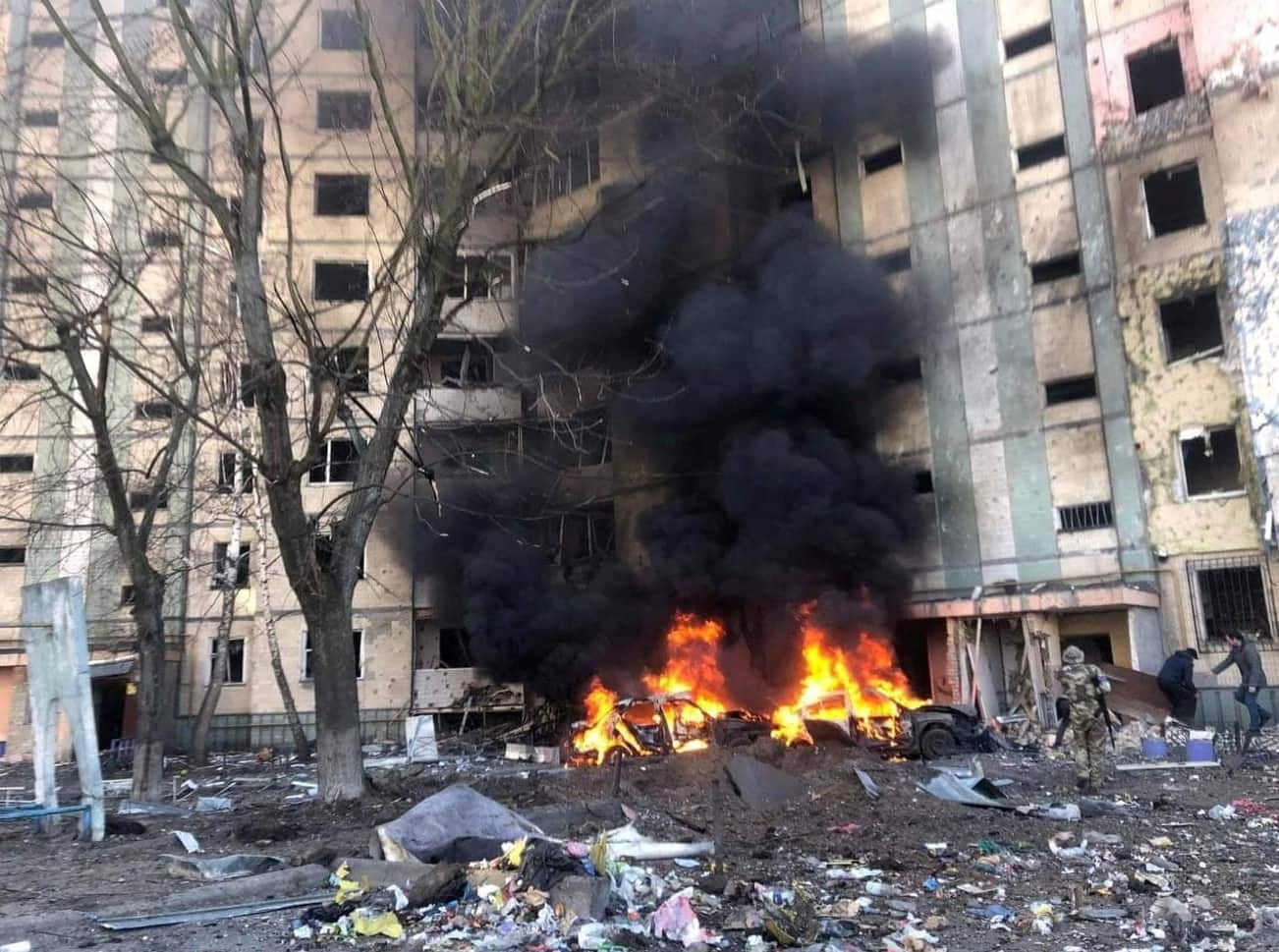
Дом в Святошинском районе, повреждённый 20 марта

18 марта при утреннем обстреле Киева пострадали 6 домов, детсад и школа в Подольском районе (жилой массив Виноградарь). По словам главы города Виталия Кличко, дома стали непригодными для проживания. Один человек погиб, 19 были ранены.
Вечером 20 марта российские войска разрушили ракетным обстрелом ТРЦ «Retroville» в микрорайоне Виноградарь на окраине Киева. Погибли не менее 8 человек, были повреждены соседние здания и уничтожены стоявшие рядом машины. Минобороны РФ заявило, что площади торгового центра использовались украинскими военными для хранения реактивных боеприпасов и перезарядки систем залпового огня.
В Святошинском районе обломки снаряда упали на жилой массив. По данным Н. Ю. Поворозника, было повреждено 6 домов, 3 из которых более непригодны для жизни, 2 школы и 2 детсада, эвакуировано около 200 людей.
21 марта в результате обстрела погибла журналистка The Insider Оксана Баулина.

### Обстрелы после российского отступления

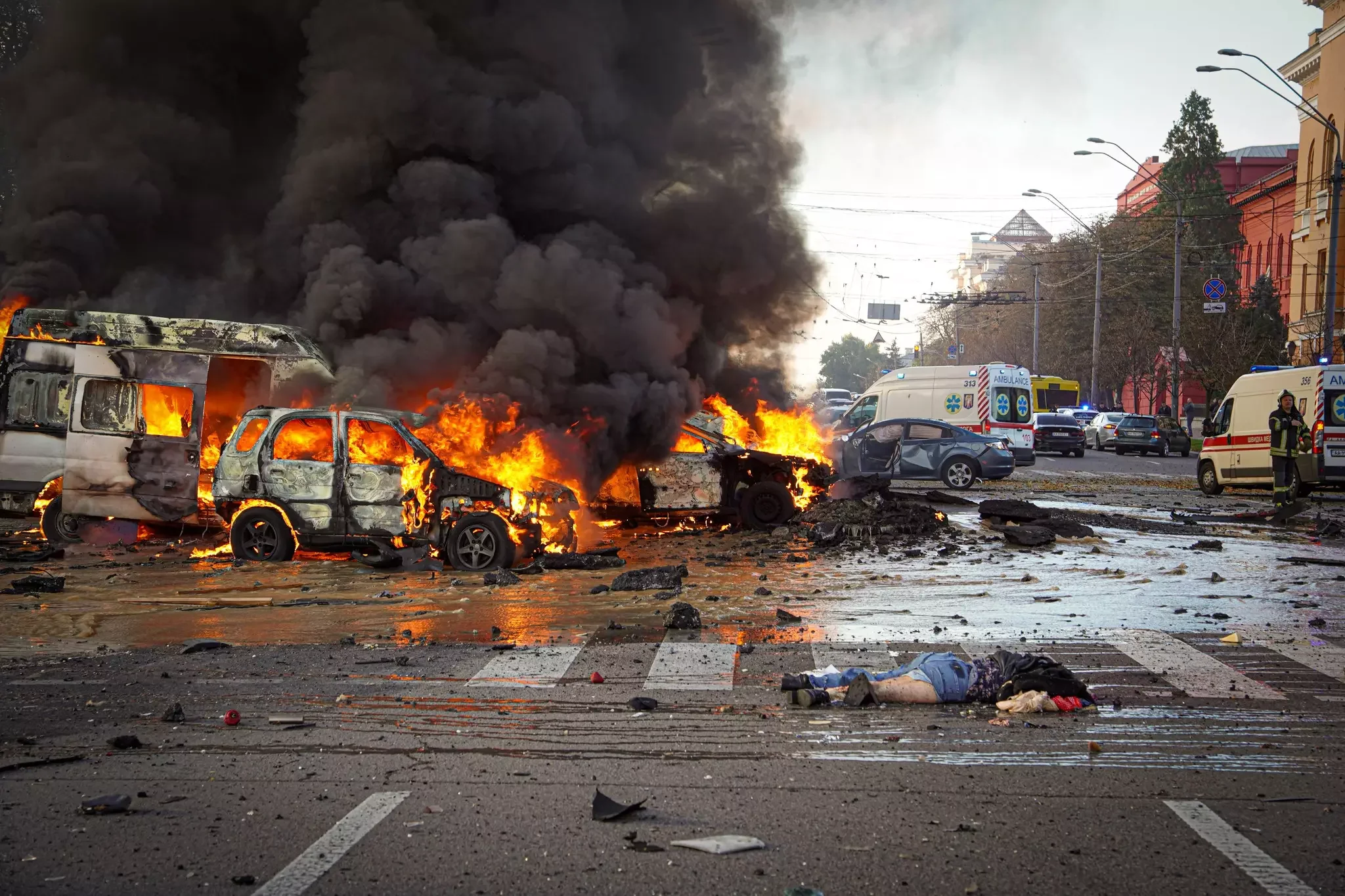
Последствия обстрела 10 октября

15 апреля Киев был обстрелян снова. Российские официальные лица заявляли об использовании ракет «Калибр».
28 апреля город вновь подвергся двум ракетным ударам, сообщалось о 10 пострадавших.
5 июня обстрелу подверглось ремонтное депо, пострадал 1 человек.
26 июня, во время проведения саммита G7 в Германии, был обстрелян центр Киева. Пострадало здание детского сада, был ранен 1 ребёнок.
10 октября российские войска в очередной раз обстреляли город в ответ на взрыв на Крымскому мосту. По данным властей, погибли 7 человек, еще 49 получили ранения.
29 декабря был совершён очередной массированный обстрел Украины. По данным местных властей, над Киевом зафиксировано 16 ракет, все из которых были сбиты. Обломки повредили два жилых дома и предприятие, пострадали 3 человека.
По данным Киевской городской военной администрации, с начала войны до 30 декабря 2022 года российская армия атаковала город с воздуха 52 раза. Вследствие боевых действий в Киеве повреждено более 600 зданий, погибли 120 человек (в том числе 5 детей) и ранены 495.
За первые два года войны, по данным Виталия Кличко, в Киеве погибли почти 200 мирных жителей (в том числе 6 детей). Повреждены около 800 жилых домов, 122 учебных заведения, 18 учреждений здравоохранения и 17 учреждений социальной сферы.

## Военные преступления ВС РФ в отношении мирного населения

### Убийства мирных жителей

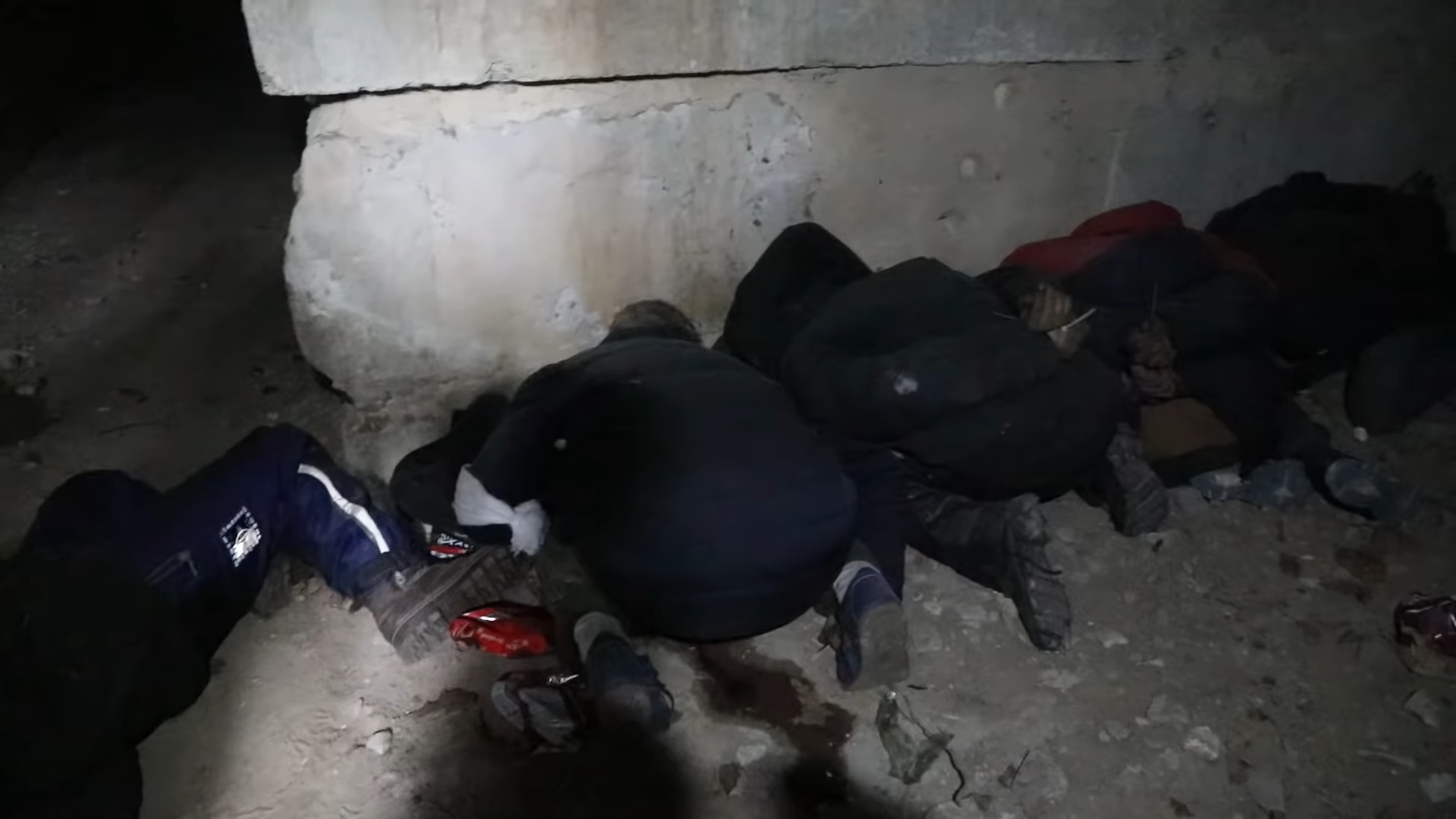
Гражданские, расстрелянные в подвале одного из домов Бучи. Киевская область, апрель 2022 года

Резонанс получило массовое убийство гражданского населения в городе Буча под Киевом, которое представители Human Rights Watch считают потенциальным преступлением против человечности
В начале марта было опубликовано датированное 28 февраля видео из посёлка Макаров западнее Бучи, на видео был запечатлён расстрел гражданского автомобиля предположительно российским танком. Оба пассажира (пожилая пара) погибли.
1 апреля корреспонденты «Би-би-си» на промежутке дороги в 200 м между сёлами Мрия и Милая Бучанского района обнаружили 13 тел, только 2 из них в украинской военной форме. По их данным, от места, где стоял российский танк, прослеживается чёткая дуга обстрела всей территории, на которой они лежали. Личности двух человек корреспонденты смогли установить, ими оказалась местная супружеская пара — Ксения и Максим Иовенко. Их расстрел был зафиксирован дроном украинской самообороны. 7 марта их машина остановилась около российского танка (по предположению корреспондентов «Би-би-си» — возможно потому, что в неё выстрелили), сразу после остановки мужчина вышел из автомобиля с поднятыми руками и был застрелен. Его жену застрелили в машине. В машине также находились шестилетний сын супругов и пожилая мама одного из их друзей, которые позже были отпущены. Согласно рассказу выжившей женщины мужчина, когда выходил, кричал о том, что в машине ребёнок, после чего последовал выстрел. Согласно данным корреспондентов «Би-би-си» некоторые тела явно пытались уничтожить — по одному или по несколько. На это недвусмысленно указывают обгоревшая одежда, обугленные конечности и обкладывание трупов покрышками.
В опубликованном 3 апреля докладе Human Rights Watch в Киевской области, составленном на основе показаний свидетелей, были задокументированы случаи угроз убийством и убийств гражданского населения российскими военнослужащими, включая публичный расстрел и убийство несовершеннолетнего.

### Изнасилования
23 марта 30-летняя официантка Анастасия Таран, уроженка Энергодара, последние четыре года прожившая в Ирпене и сбежавшая оттуда после начала боевых действий, заявила сетевому изданию Euromaidan Press, что в Ирпене «есть много российских солдат, которые просто стреляют в людей, заходят в частные дома и, в лучшем случае, просто выгоняют людей из их домов». По её словам «они насилуют женщин, а мёртвых просто выбрасывают» и «они открывают подвалы, где прячутся люди, и расстреливают их». Таран утверждала, что у них с мужем «в доме жил парень из Луганска, который это уже испытал» и призвал их и всех собрать вещи и уехать.
В тот же день генеральный прокурор Украины Ирина Венедиктова заявила об открытии первого уголовного дела прокуратурой Киевской области в связи с многократным изнасилованием российскими военнослужащими жены убитого ими мирного жителя и угрозами убийством её несовершеннолетнему ребёнку. 28 марта газета «The Times» опубликовала историю этой женщины, жительницы посёлка Шевченково.

### Мародёрство
Согласно показаниям, собранным HRW в докладе от 3 апреля 2022 года, российские солдаты забирали у мирных жителей еду, дрова, одежду и другие предметы, такие как бензопилы, топоры и бензин.